# 30 октомври
30 октомври е 303-тият ден в годината според григорианския календар (304-ти през високосна). Остават 62 дни до края на годината.

## Събития
- 701 г. – Започва понтификатът на папа Йоан VI.
- 1470 г. – Хенри VI става отново крал на Англия.
- 1905 г. – Император Николай II обявява с указ първата конституция на Русия, с която се създава парламента, наречен Държавна дума.
- 1918 г. – Първата световна война: Италианската армия удържа победа над Австрия в Битката при Венето, а Османската империя обявява капитулация.
- 1922 г. – Бенито Мусолини става министър-председател на Италия и остава такъв чак до 1943, когато е освободен от поста малко преди края на Втората световна война.
- 1925 г. – Във Великобритания е изграден първият телевизионен предавател.
- 1938 г. – Американският радиоводещ Орсън Уелс предизвиква паника в САЩ с предаването Война на световете.
- 1941 г. – Втората световна война: Президентът на САЩ Франклин Делано Рузвелт дава съгласието си за отпускане на 1 милиард долара на СССР по договора Заем-Наем.
- 1943 г. – Подписана е Московската декларация от съюзниците в т.нар. антихитлеристка коалиция, по силата на която СССР се присъединява към атлантическата формулировка за „безусловната капитулация“ на страните от Оста.
- 1947 г. – В Женева е подписано Общото споразумение за митата и търговията (ГАТТ).

- 1961 г. – Съветския съюз детонира водородната бомба Цар бомба на острова Нова Земя. Със своите 50 мегатона заряд, тя е най-голямото ядрено оръжие, някога детонирано.
- 1963 г. – В Италия е произведен първият сериен автомобил от марката Ламборгини.
- 1974 г. – Мохамед Али побеждава Джордж Форман и става световен шампион по бокс в тежката категория за професионалисти.
- 1975 г. – Хуан Карлос I става крал на Испания след заболяване на генерал Франциско Франко.
- 1980 г. – Салвадор и Хондурас подписват мирен договор, с който приключва така наречената Футболна война.
- 1981 г. – СССР изстрелва космическия апарат Венера 13.
- 1983 г. – В Аржентина се провеждат първите демократични избори след 7-годишен период на военна хунта.
- 1990 г. – Китайската народна република обявява резултатите от преброяване, според което населението на страната е 1,13 милиарда души.
- 1990 г. – На Лубянския площад в Москва е открит мемориал на жертвите на ГУЛАГ.
- 1995 г. – Сепаратистите от френскоговорещата провинция на Канада Квебек губят минимално референдума за получаване на автономия на провинцията от Канада.
- 1998 г. – Ураганът Мич минава над Хондурас и причинява смъртта на 5500 души.
- 2014 г. – Кралство Швеция признава съществуването на Държава Палестина.

## Родени
- 1735 г. – Джон Адамс, 2-ри президент на САЩ († 1826 г.)
- 1741 г. – Ангелика Кауфман, швейцарска художничка († 1807 г.)
- 1751 г. – Ричард Шеридан, ирландски драматург († 1816 г.)
- 1762 г. – Андре Шение, френски поет и публицист († 1794 г.)
- 1839 г. – Алфред Сисле, английски художник († 1899 г.)
- 1861 г. – Антоан Бурдел, френски художник († 1929 г.)
- 1871 г. – Пол Валери, френски поет († 1945 г.)
- 1873 г. – Франсиско Мадеро, президент на Мексико († 1913 г.)
- 1882 г. – Гюнтер фон Клюге, германски офицер († 1944 г.)
- 1885 г. – Езра Паунд, американски поет († 1972 г.)
- 1887 г. – Георг Хайм, немски поет († 1912 г.)
- 1900 г. – Рагнар Гранит, шведски физиолог, Нобелов лауреат († 1991 г.)
- 1904 г. – Хайнц Клос, немски езиковед († 1987 г.)
- 1906 г. – Джузепе Фарина, италиански автомобилен състезател († 1966 г.)
- 1908 г. – Айше Афет Инан, турски историк († 1985 г.)
- 1908 г. – Дмитрий Устинов, съветски маршал († 1984 г.)
- 1910 г. – Петър Динеков, български историк († 1992 г.)
- 1917 г. – Николай Огарков, съветски маршал († 1994 г.)
- 1932 г. – Луи Мал, френски кинорежисьор († 1995 г.)
- 1935 г. – Агота Кристоф, унгарско-швейцарска писателка († 2011 г.)
- 1940 г. – Мария Петрова, шлагерна певица, изпълнителка на стари градски песни († 2023 г.)
- 1941 г. – Теодор Хенш, германски физик, Нобелов лауреат
- 1944 г. – Кирил Маричков, български музикант  († 2024 г.)
- 1945 г. – Николай Узунов, български актьор († 2019 г.)
- 1946 г. – Крис Слейд, британски рок-музикант
- 1946 г. – Кирил Арсов, български политик
- 1946 г. – Рене Якобс, белгийски певец
- 1959 г. – Силвия Чолева, българска поетеса
- 1960 г. – Диего Марадона, аржентински футболист († 2020 г.)
- 1973 г. – Адам Коупланд, канадски кечист
- 1975 г. – Димитър Иванков, български футболист
- 1978 г. – Гаел Гарсия Бернал, мексикански актьор
- 1981 г. – Чон Джи-хьон, южнокорейска актриса
- 1986 г. – Томас Моргенщерн, ски скачач

## Починали
- 1611 г. – Карл IX, шведски крал (* 1550 г.)
- 1757 г. – Осман III, султан на Османската империя (* 1699 г.)
- 1881 г. – Джордж Де Лонг, американски пътешественик и изследовател (* 1844 г.)
- 1892 г. – Олга Николаевна Вюртембергска, кралица на Вюртемберг (* 1822 г.)
- 1907 г. – Михаил Даев, български революционер (* 1881 г.)
- 1910 г. – Анри Дюнан, основател на Червения кръст, първи Нобелов лауреат за мир през 1901 г. (* 1828 г.)
- 1912 г. – Георги Хаджитилев (Архимандрит Теофилакт), български духовник и политик
- 1914 г. – Ернст Щадлер, немски поет и критик (* 1883 г.)
- 1923 г. – Никола Генадиев, български политик (* 1868 г.)
- 1944 г. – Васил Демиревски, деец на БКП, партизанин (* 1914 г.)
- 1950 г. – Борис Верлински, международен майстор по шахмат (* 1888 г.)
- 1953 г. – Имре Калман, унгарски композитор (* 1882 г.)
- 1969 г. – Уве Гресман, немски поет и белетрист (* 1933 г.)
- 1975 г. – Густав Херц, германски физик, Нобелов лауреат през 1925 г. (* 1887 г.)
- 1997 г. – Петър Незнакомов, български сценарист (* 1920 г.)
- 1990 г. – Алфред Сови, френски историк и социолог (* 1898 г.)
- 2003 г. – Франко Бонизоли, италиански тенор (* 1938 г.)
- 2004 г. – Пеги Райън, американска актриса (* 1924 г.)
- 2009 г. – Клод Леви-Строс, френски антрополог (* 1908 г.)

## Празници
- Страни от бившия СССР – Ден в памет на жертвите от политическите репресии (от 1991 г.)
- В България се отбелязва паметта на Светия Крал Стефан Урош II Милутин.
- Ден на Свети мъченик Зиновий и сестра му Зиновия (Имен ден празнува Зорница)